# Han Ji-hwan
Han Ji-Hwan (kor. 한지환; ur. 5 sierpnia 1977) – południowokoreański judoka. Olimpijczyk z Sydney 2000, gdzie zajął siódme miejsce w wadze półlekkiej.
Piąty na mistrzostwach świata w 1999 roku.

## Letnie Igrzyska Olimpijskie 2000
| Konkurencja | Rundy eliminacyjne        | Repasaże                | Repasaże                 | Repasaże                | Repasaże                    | Klas. końcowa |
| Konkurencja | Przeciwnik I              | Przeciwnik I            | Przeciwnik II            | Przeciwnik III          | Przeciwnik IV               | Miejsce       |
| ----------- | ------------------------- | ----------------------- | ------------------------ | ----------------------- | --------------------------- | ------------- |
| 66 kg       | Larbi Benboudaoud (FRA) P | Jorge Quintanal (GUA) Z | David Somerville (GBR) Z | Kiyoshi Uematsu (ESP) Z | Giorgi Wazagaszwili (GEO) P | 7.            |